# 藤田倭
藤田倭（日语：／ Fujita Yamato，1990年12月18日—）是一名出生於日本大阪府的壘球選手，司職投手，目前效力於日本壘球聯盟Bic Camera高崎。她曾隨隊參加2020年夏季奧林匹克運動會壘球比賽，結果獲得金牌。

## 獎項
- 日本女子壘球聯盟最有價值球員：1回（2016年）
- 日本女子壘球聯盟勝投王：3回（2014年、2016年、2017年）
- 日本女子壘球聯盟全壘打王：1回（2016年）
- 日本女子壘球聯盟打點王：1回（2016年）
- 亞洲青年女子壘球錦標賽最有價值球員：1回（2009年）

## 外部連結
- 藤田倭的X（前Twitter）
- 藤田倭的Instagram帳戶